# Dietrich von Mirbach
Dietrich von Mirbach (* 20. September 1907 in Potsdam; † 29. Dezember 1977 in Gmund am Tegernsee) war ein deutscher Diplomat.

## Leben
Mirbach war der Enkel des Generalmajors Ernst von Mirbach und das älteste Kind des damals in Potsdam beim elitären Leib-Garde-Husaren-Regiments stationierten Offiziers Magnus von Mirbach und der July-Margarete von Moltke. Er hatte noch vier Geschwister und studierte Rechtswissenschaft in Marburg, Freiburg, Lausanne und Königsberg und machte 1932 ein Referendarexamen sowie 1934 das zweite Staatsexamen. Im April 1934 wurde er in den Auswärtigen Dienst aufgenommen. Von 1934 bis 1937 war er an der Deutschen Botschaft in Ankara akkreditiert. 1937 legte er im Auswärtigen Amt eine diplomatisch-konsularische Prüfung ab. Von 1937 bis 1938 war er am Konsulat des Deutschen Reichs im international verwalteten Danzig akkreditiert. Von 1938 bis 1939 war er wieder in Berlin bei Joachim Ribbentrop. Von 1939 bis 1943 war in der Botschaft des Deutschen Reichs in Bukarest unter Manfred von Killinger akkreditiert. Von 1943 bis 1945 war er im Auswärtigen Amt in Berlin eingesetzt. Zum 1. Mai 1933 war er der NSDAP beigetreten (Mitgliedsnummer 2.781.465). Mitglied der SA war er zwischen 1933 und 1935.
Über seine Entnazifizierung ist nichts bekannt.
Von 1949 bis 1951 fand er im Handelsvertragsbüro der Arbeitsgemeinschaft der Industrie- und Handelskammern und der Wirtschaftsverbände als Länderreferent eine Beschäftigung. Anschließend wurde er vom Deutschen Industrie- und Handelskammertag in Bonn beschäftigt.
Von Mirbach wurde am 1. Februar 1952 wieder in den Auswärtigen Dienst eingestellt. Von 1952 bis 1955 stieg er in der Deutschen Botschaft in Kairo unter Günther Pawelke zum Botschaftsrat auf. Von 1956 bis 1959 leitete er im Außenministerium in Bonn das Osteuropa-Referat als Vortragender Legationsrat Erster Klasse. 1963 war Mirbach am Zustandekommen von halbdiplomatischen Beziehungen mit der Regierung der Volksrepublik Ungarn unter János Kádár beteiligt. 1967 begrüßte von Mirbach Kurt Georg Kiesinger als Botschafter der Bundesrepublik in Neu-Delhi.
Zuletzt war er von 1970 bis zu seinem Eintritt in den Ruhestand 1972 Botschafter in Kanada.